# Talitha
Talitha è un nome proprio di persona femminile.

## Varianti
- Portoghese brasiliano: Talita[2], Thalita[3]

## Origine e diffusione

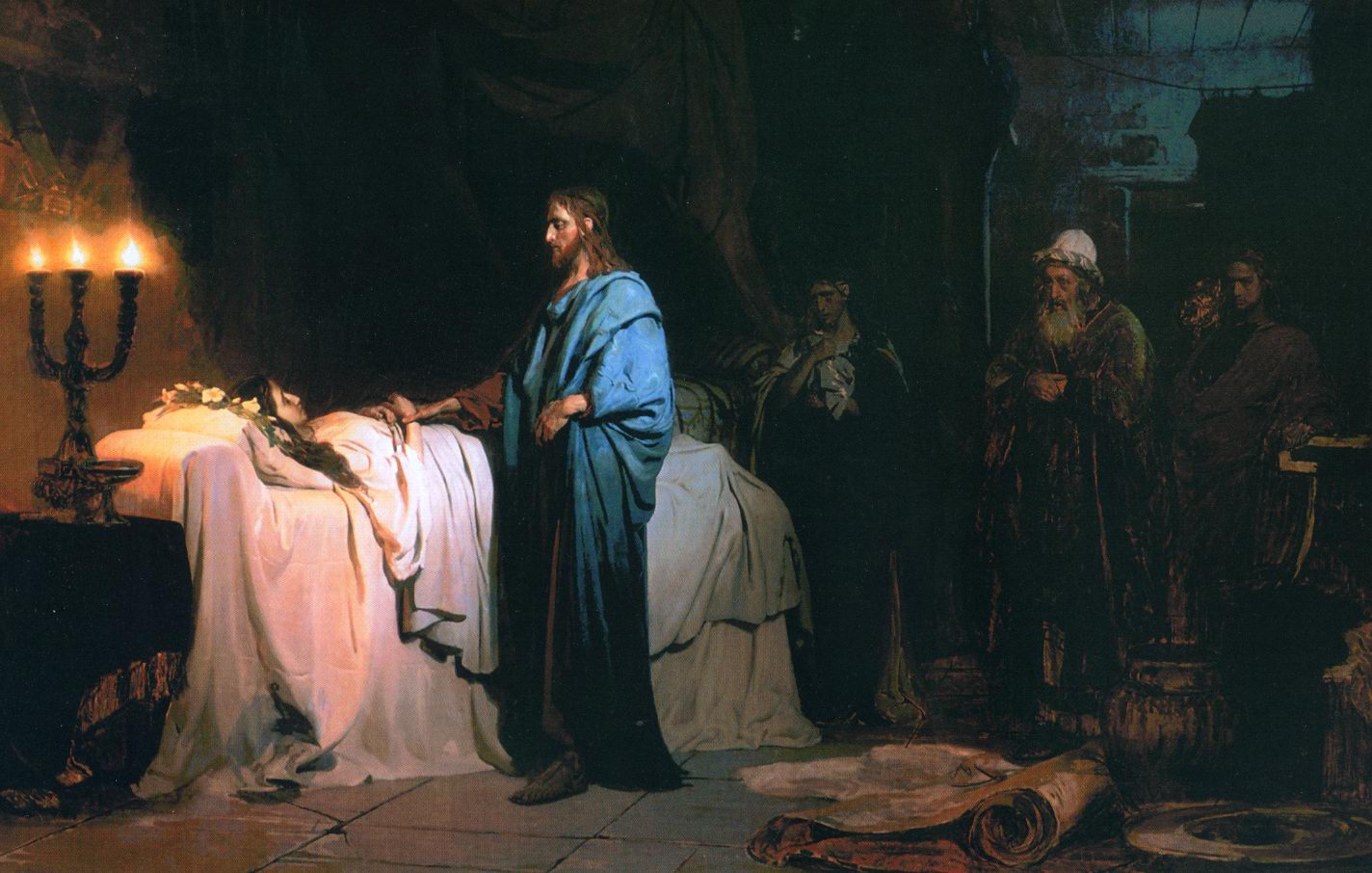
La risurrezione della figlia di Giairo, di Il'ja Efimovič Repin

Deriva dal greco biblico ταλιθα (talitha), a sua volta dall'aramaico טלתא (ţlīthā, traslitterato talitha o talita), e significa "fanciulla" (da ṭlē, "giovane"); è quindi affine per semantica ai nomi Cora, Corinna, Colleen, Morwenna e Zita. Si tratta di un nome di tradizione biblica, essendo derivato dalla frase pronunciata da Gesù in MC 5, 41: talitha kumi ("fanciulla, alzati"), con cui risuscitò la figlia di Giairo.

## Onomastico
Il nome è adespota, cioè non è portato da alcuna santa. L'onomastico ricorre quindi il 1º novembre, in occasione di Ognissanti.

## Persone
- Talitha Getty, attrice e modella olandese

### Variante Talita
- Talita Antunes, giocatrice di beach volley brasiliana

## Il nome nelle arti
- Talitha è la protagonista della serie di romanzi I regni di Nashira, scritti da Licia Troisi.